# 崔希貞
崔 希貞（崔 希正、チェ・フィジョン、朝鮮語: 최희정、1946年10月22日 - ）は、朝鮮民主主義人民共和国の政治家。国家科学技術委員会委員長、人民大学習堂総長、朝鮮労働党中央委員会科学教育部長、同委員会委員などを歴任した。

## 経歴
1946年生。出生地は不明。金策工業総合大学で金属加工技術を専攻し、1975年に開城紡績工場三大革命小組運動員に就任した。1993年11月に国家科学院技術工学研究所急冷構造研究室長に転じた。1994年2月9日に国家科学技術委員会委員長に任命され、同年5月から朝鮮科学技術連盟中央委員会委員長を兼任。1998年9月に最高人民会議第10期代議員に選出され、12月に人民大学習堂総長に転じた。2002年に朝鮮図書館協会委員長を経て、2007年から国家品質監督局長に転じた。
2009年3月8日に実施された最高人民会議第12期代議員選挙で代議員に再選され、2009年8月に朝鮮労働党中央委員会科学教育部長に任命された。2010年9月28日に開催された朝鮮労働党第3回党代表者会で朝鮮労働党中央委員会委員に選出され、科学教育部長に再任された。2011年12月17日に金正日総書記が死去した際には、国家葬儀委員会委員に選ばれた。
2012年9月25日に開催された最高人民会議第12期第6回会議で最高人民会議予算委員会委員長を解任されたが、就任時期などは不明。

## 参考サイト
- 북한정보포털

| 先代 | 朝鮮労働党中央委員会科学教育部長2009年 - 2012年 | 次代韓光福 |

| 先代李子方 | 国家科学技術委員会委員長1994年 - 1998年 | 次代廃止 |